# Fascino PGT
La Fascino PGT S.r.l. è una società di produzione televisiva italiana di proprietà di Maria De Filippi.
La società produce numerosi programmi televisivi italiani, tra cui Amici di Maria De Filippi, C'è posta per te, Uomini e donne e Tú Sí Que Vales, trasmessi sui canali televisivi Mediaset e Discovery Italia. Al 2020 la società ha un utile di Euro 6,39 milioni.
Dal 2022 la società ha fondato l'etichetta discografica 21co, di cui è azionista maggioritaria.

## Storia
La Fascino - Produzione Gestione Teatro S.r.l. è una società di produzione televisiva controllata al 50% da RTI S.p.A. (controllata a sua volta al 100% da Mediaset S.p.A.) e al 50% da Maria De Filippi: nel luglio 2008 Maurizio Costanzo, marito della conduttrice, ha ceduto la sua quota proprio alla moglie.
La prima produzione della società fu nel 1982 con la messa in onda del Maurizio Costanzo Show inizialmente su Rete 4 per poi passare a Canale 5, entrambi del gruppo televisivo italiano Mediaset. Successivamente dal 1992 al 2001 venne prodotto il talk show Amici, condotto da Lella Costa nella sua prima edizione e da Maria De Filippi nelle successive.
Dal 1996 viene ideato, prodotto e condotto dalla De Filippi Uomini e donne e dal 2000 il programma serale C'è posta per te.
Dal 2001 De Filippi idea, produce e conduce Amici di Maria De Filippi, talent show inizialmente chiamato Saranno famosi, nome modificato il 7 gennaio 2003, a metà della seconda edizione, per questioni legate ai diritti d'autore della serie televisiva omonima. Il programma ha ottenuto ampio successo, divenendo uno dei programmi televisivi più seguiti della società, oltrepassando la ventesima stagione. Il programma ha segnato inoltre il primo contratto della società con Discovery Italia, per la messa in onda del day-time del programma sul canale Real Time dal 2013 al 2020. Nel 2021 la società firma con Amazon Prime Video per la realizzazione di contenuti special del programma sulla piattaforma.
Dal 2004 al 2007 la società produce numerosi programmi condotti da Costanzo e la De Filippi, tra cui Tutte le mattine (2004 - 2006), Unan1mous (2006) e Buon Pomeriggio (2006 - 2007). Nel 2007 viene prodotto il reality show Uno due tre stalla condotto da Barbara D'Urso e successivamente Il ballo delle debuttanti, con la conduzione di Rita dalla Chiesa.
Nell'agosto 2009 ebbe molta risonanza mediatica la stipula di un contratto di collaborazione tra Gerry Scotti e De Filippi. Successivamente alla stipula Scotti entra a far parte dei nuovi programmi della società, tra cui, successivamente all'acquisto dei diritti del format Got Talent, diventa giudice della versione italiana, poi ceduta a Sky Italia nel 2014. Dalla collaborazione è nato inoltre il programma The Winner Is, andato in onda nel 2012 e 2017.
Da ottobre 2014 la Fascino PGT è produttrice insieme ad EndemolShine Italy di Tú Sí Que Vales, programma che riscuote ampio successo. Nello stesso anno la società acquisisce i diritti di Temptation Island e lo spin-off Temptation Island VIP, producendolo sino al 2021. Tra il 2016 e il 2017, insieme alla Pesci Combattenti, produceva due edizioni di Selfie - Le cose cambiano, condotto da Simona Ventura. Sempre nel 2016 produce Pequeños gigantes, successivamente acquisito da Discovery Italia. Nel 2022 viene reso noto che i diritti de La Talpa sono stati acquistati dalla produzione di Maria De Filippi che, in seguito, è poi passata a Fremantle per la quarta edizione.

## Produzioni
Al 2024 i programmi televisivi prodotti dalla società sono realizzati presso gli studi del Centro Titanus Elios a Roma. 

### Televisione
Attuali
- Uomini e donne (dal 1996)
- C'è posta per te (dal 2000)
- Amici di Maria De Filippi (2001-2002 in onda con il titolo Saranno famosi; dal 2003)
- Temptation Island (2005 in onda con il titolo Vero amore; 2014-2021, dal 2023)
- Tú sí que vales (dal 2014)
- This Is Me (dal 2024)

Passate
- Maurizio Costanzo Show (1982-2009, 2015-2022)
- Amici (1992-2001)
- Tutte le mattine (2004-2006)
- Volere o volare (2004)
- Grandi Domani (2005)
- Unan1mous (2006)
- Buon Pomeriggio (2006-2007)
- Uno due tre stalla (2007)
- Il ballo delle debuttanti (2008)
- Italia's Got Talent (2009-2013)
- Let's Dance (2010)
- The Winner Is (2012, 2017)
- Summer Festival (2013-2016, 2018)
- Pequeños gigantes (2016)
- L'intervista (2016-2021)
- Selfie - Le cose cambiano (2016-2017)
- House Party (2016)
- Speciale Uomini e donne - Le Olimpiadi della TV (2017)
- Temptation Island VIP (2018-2019)
- Amici Celebrities (2019)
- Amici speciali (2020)
- Ultima fermata (2022)
- Dedicato a...Maurizio Costanzo (2024)

### Teatro
- Footloose
- Io ballo

## Witty TV
Witty TV è il portale multimediale fondato dalla Fascino PGT attivo da marzo 2013. Offre ai visitatori puntate e contenuti esclusivi e inediti dei programmi di Maria De Filippi (Amici di Maria De Filippi, C'è posta per te, Uomini e donne, Temptation Island, Tú sí que vales e Amici Celebrities) e di Maurizio Costanzo (Maurizio Costanzo Show e L'intervista). Inoltre, all'interno del sito, è disponibile una zona casting, che permette ai visitatori interessati di poter partecipare ai programmi. Nel 2020, a causa della sospensione delle riprese della trasmissione Uomini e donne, la piattaforma è stata utilizzata per consentire ad alcuni utenti di corteggiare virtualmente alcune delle protagoniste del format.

## Etichetta discografica 21co
Il 10 maggio 2022 con 10.000 euro di capitale sociale è stata fondata la 21co, etichetta discografica, che vede la Fascino PGT come azionista maggioritaria.